# Province de Nakhon Si Thammarat
Nakhon Si Thammarat (en thaï : นครศรีธรรมราช) est une province (changwat) de Thaïlande.
Elle est située dans le sud du pays. Sa capitale est la ville de Nakhon Si Thammarat.

## Subdivisions

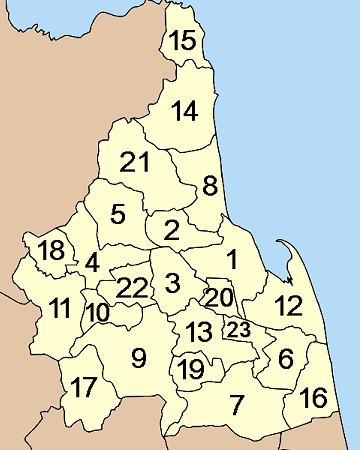
Carte des amphoe de la province de Nakhon Si Thammarat.

Nakhon Si Thammarat est subdivisée en 23 districts (amphoe).
| 1. Mueang Nakhon Si Thammarat 2. Phrom Khiri 3. Lan Saka 4. Chawang 5. Phipun 6. Chian Yai 7. Cha-uat 8. Tha Sala 9. Thung Song 10. Na Bon 11. Thung Yai 12. Pak Phanang | 1. Ron Phibun 2. Sichon 3. Khanom 4. Hua Sai 5. Bang Khan 6. Tham Phannara 7. Chulabhorn 8. Phra Phrom 9. Nopphitam 10. Chang Klang 11. Chaloem Phra Kiat |  |

Ces districts sont eux-mêmes subdivisés en 165 sous-districts (tambon) et 1 428 villages (muban).

## Sceau
Le sceau de la province de Nakhon Si Thammarat représente le plus ancien stupa en forme de cloche de Thaïlande, le chedi principal du temple bouddhiste Wat Phra Mahathat Woramahawihan, entouré des 12 signes du zodiaque thaï (influencés par les signes du zodiaque chinois).

Sceau de la province de Nakhon Si Thammarat